# Schleppklinke
Eine Schleppklinke ist ein beim Drachen- und Gleitschirmfliegen verwendetes Ausrüstungsteil. Es wird ausschließlich beim Windenstart oder UL-Schlepp des Hängegleiters sowie beim Windenstart des Gleitschirms eingesetzt, um das Luftsportgerät vom Schleppseil trennen zu können. Für einen Hangstart ist die Verwendung einer Schleppklinke weder beim Hängegleiter, noch beim Gleitschirm notwendig.

## Aufbau

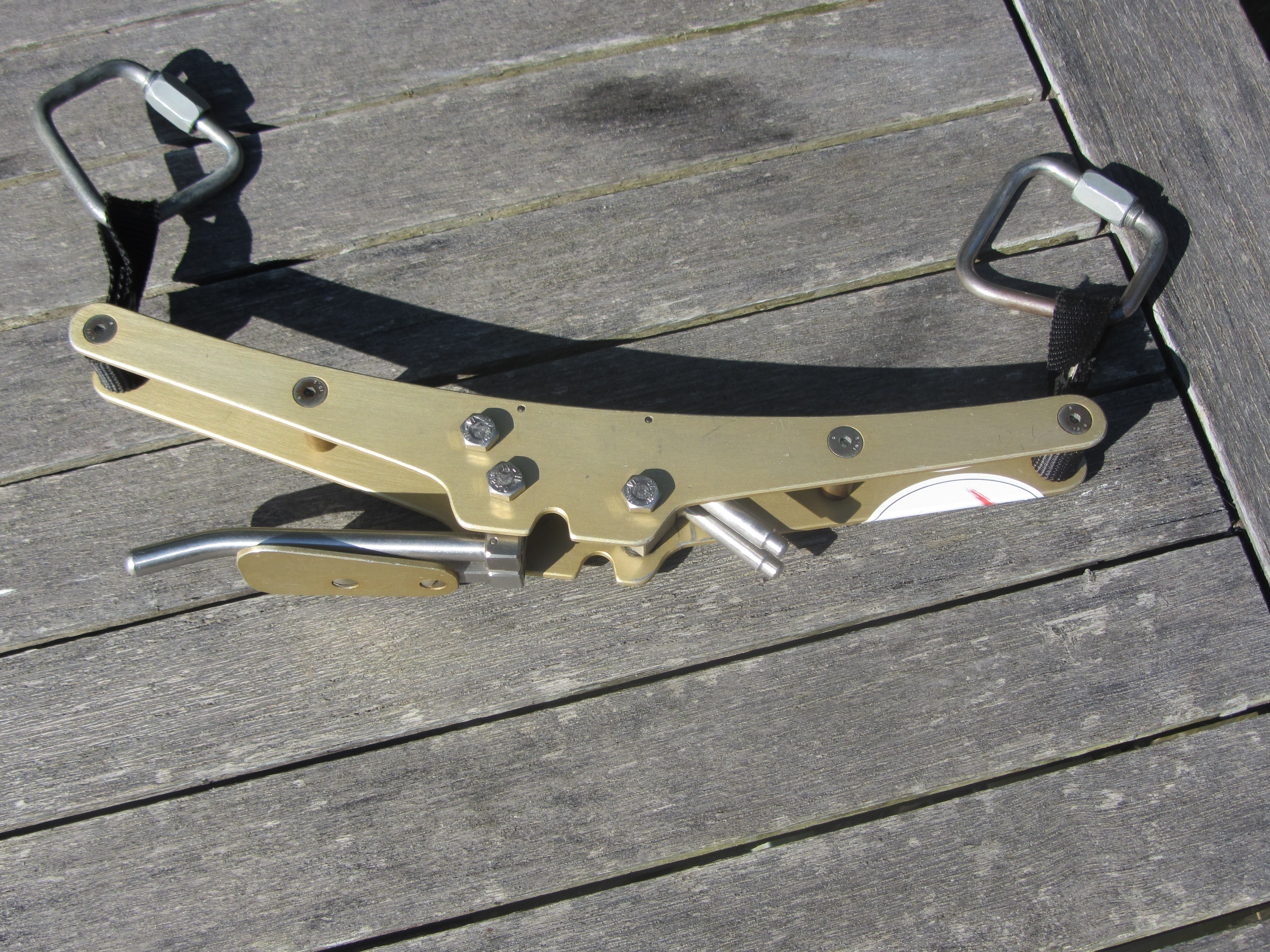
Spreizrohrschleppklinke

### Spreizrohrschleppklinke
Eine Spreizrohrschleppklinke besteht aus einem Metall- oder Kunststoffbügel, der beidseitig horizontal am Gurtzeug befestigt wird, sowie einem Mechanismus, in den das Schleppseil eingehängt wird. Dieser Mechanismus ist durch einen Hebel auch unter Last sehr leicht auszulösen, so dass das Schleppseil schnell und sicher gelöst werden kann. Spreizrohrschleppklinken für Hängegleiter sind teilweise mit einem doppelten Auslösemechanismus versehen, um das Umklinken zu erleichtern.

### Gurtbandschleppklinke

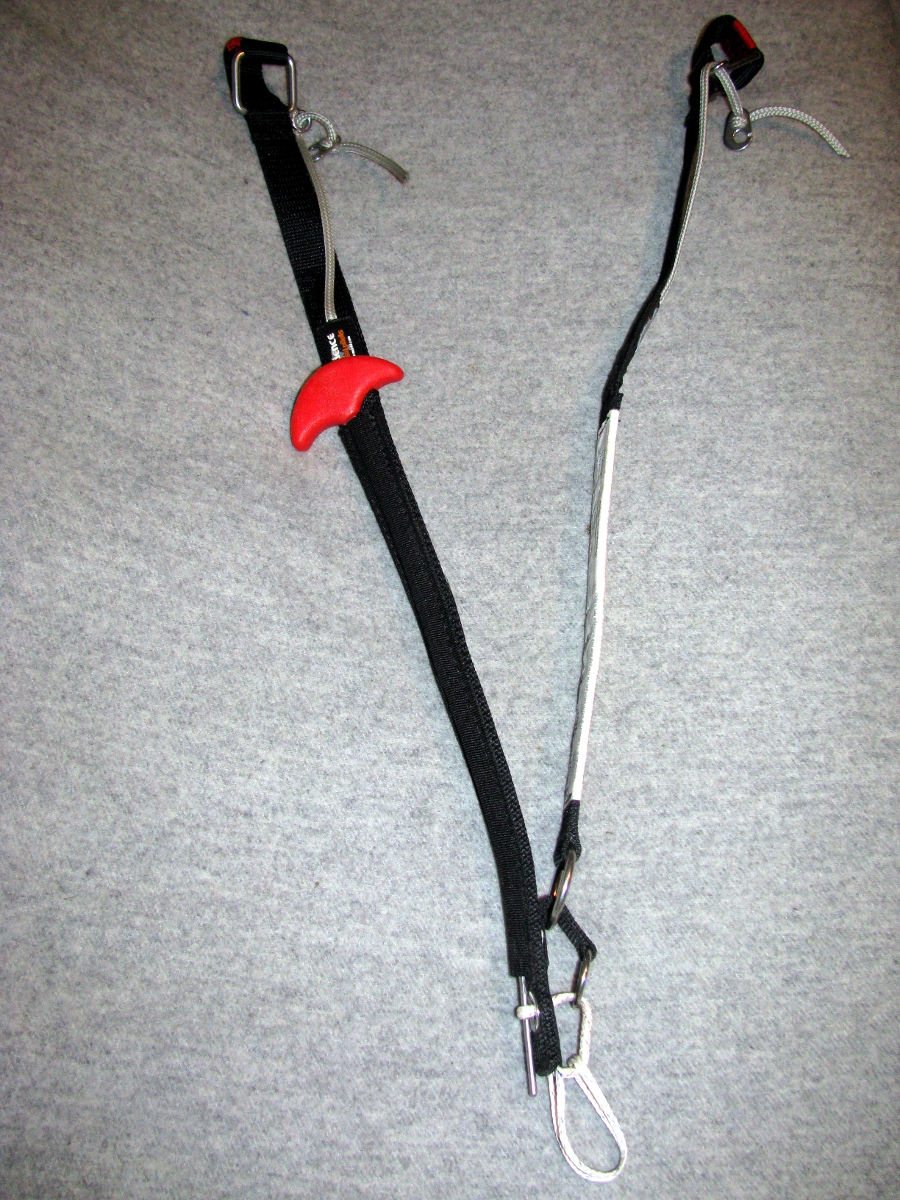
Gurtbandschleppklinke mit Windenschlepphilfe

Eine Gurtbandschleppklinke, auch Textilklinke genannt, besteht aus zwei an einem Ende miteinander verbundenen Gurtbändern. An den freien Enden befinden sich Schlaufen, mit denen die Gurtbandschleppklinke horizontal am Gurtzeug oder den Karabinern befestigt werden kann. An der Verbindungsstelle befindet sich ein Mechanismus, in den das Schleppseil eingehängt wird. Durch kurzes ziehen an einem mit dem Mechanismus verbundenen Griff kann auch unter Last die Verbindung zum Schleppseil schnell und sicher gelöst werden. Teilweise sind Gurtbandschleppklinken mit einer Windenschlepphilfe (sog. "Vorbeschleuniger") ausgerüstet, die beim Schleppvorgang den Anstellwinkel des Gleitschirms und dadurch die Gefahr eines Sackfluges verringern.
Gurtbandschleppklinken werden nur beim Gleitschirmfliegen eingesetzt.

## Handhabung
Vor dem Start wird das Schleppseil vom Piloten in die Schleppklinke eingehängt. Während des Start- und Schleppvorgangs wird dann die Zugkraft der Seilwinde über das Schleppseil und die Schleppklinke auf den Piloten übertragen. Beim Gleitschirmschlepp ist darauf zu achten, dass die Schleppklinke nicht zu tief am Gurtzeug des Piloten angebracht wird: Im Falle eines Risses des Schleppseils würde sonst der Pilot zu sehr durchpendeln, was zu einem Einklappen des Gleitschirms führen kann. Sobald der Pilot die gewünschte Ausklinkhöhe erreicht hat, trennt er die Schleppklinke vom Schleppseil. Das Schleppseil fällt zu Boden und der Pilot kann nun frei manövrieren.
In einer Notsituation kann der Pilot sich jederzeit vom Schleppseil trennen, er muss sich in diesem Fall jedoch auf einen verkürzten Flug und eine eventuelle schnelle Landung vorbereiten.